# Бодлив шипоопашат скат
Бодлив шипоопашат скат (Dasyatis thetidis) е вид хрущялна риба от семейство Dasyatidae.

## Разпространение
Видът е разпространен в Австралия, Мозамбик, Нова Зеландия и Южна Африка.